# イ・シニョン
- イ・シニョン
- イ・シンヨン

イ・シニョン（朝: 이신영、李新英、1998年1月24日 - ）は、韓国の俳優。フォレストエンターテインメント所属。
日本では「イ・シンヨン」と表記されることもある。

## 来歴・人物
2018年、ウェブドラマ『ひとくちだけ』で俳優デビュー。
2019年から2020年にかけて放送されたドラマ『愛の不時着』に出演し、北朝鮮軍第五中隊所属のイケメン兵士・グァンボム役で注目を集める。
2020年、ドラマ『契約友情』の主演に抜擢され、KBS演技大賞にて連作単幕劇賞を受賞した。
2023年、映画初出演となった『リバウンド』で主演を務め、今まで経験が無かったバスケットボールに挑戦した。

## 作品

### ドラマ
- ひとくちだけ (原題：한입만) シーズン1（2018年、NAVER TV） - イ・チャンヒョク役
- ひとくちだけ (原題：한입만) シーズン2（2019年、NAVER TV） - イ・チャンヒョク役
- 愛の不時着 (原題：사랑의 불시착)（2019年、tvN） - パク・グァンボム役
- 契約友情 (原題：계약우정)（2020年、KBS2） - パク・チャンホン役
- 昼と夜 (原題：낮과 밤)（2020年、tvN） - チャン・ジワン役
- キミと僕の警察学校 (原題：너와 나의 경찰수업)（2022年、Disney+） - キム・タク役
- 浪漫ドクター キム・サブ3（2023年、SBS） - チャン・ドンファ役
- 魅惑の人（2024年、tvN） - キム・ミョンハ役

### 映画
- リバウンド（2023年） - キボム 役

## 受賞歴
- 2020 KBS演技大賞 連作単幕劇賞（『契約友情』）[3]